# Música de Benín

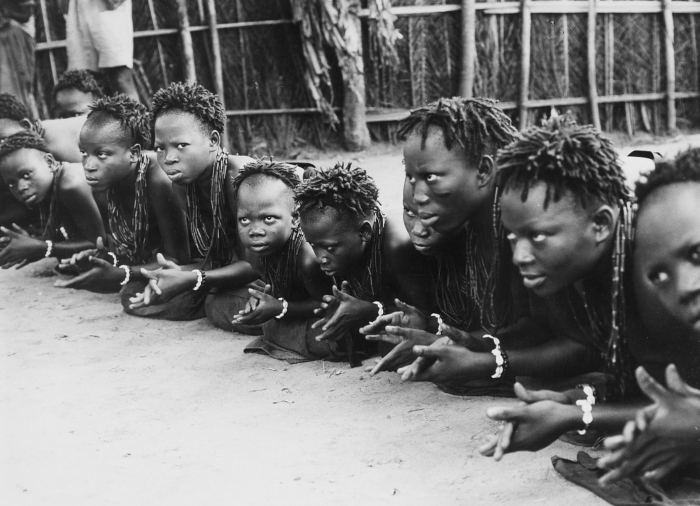
Danza de saludo, Benín, tomada antes de 1969

Benín ha desempeñado un papel importante en la escena musical africana, produciendo una de las estrellas más importantes del continente: Angélique Kidjo. Tras la independencia del país, este había albergado una escena musical vibrante e innovadora, donde la música folclórica nativa se combinaba con la alta vida ghanesa, el cabaret francés, el rock, el funk y el soul estadounidenses y la rumba congoleña. También cuenta con una rica variedad de tradiciones etnomusicológicas.

## Música nacional
El himno nacional de Benín, adoptado tras su independencia en 1960, es "L'Aube Nouvelle" (El nuevo amanecer) de Gilbert Jean Dagnon. Gangbé Brass Band es un grupo beninés de renombre internacional.

## Música tradicional
La mayoría de los 13,35 millones de habitantes de Benín vive en el sur, en los departamentos litorales. La población incluye alrededor de 42 grupos étnicos en total. Entre ellos se incluyen las poblaciones costeras de los yoruba en el sureste, que emigraron de lo que hoy es Nigeria en el siglo XII; los fon en la zona centro-sur alrededor de Abomey; los mina; los xueda; y los aja, que vinieron de lo que hoy es Togo.
Los pueblos del norte incluyen a los dendi en la zona centro-norte, que llegaron de lo que hoy es Mali en el siglo XVI; los bariba y los fulas en el noreste; y los betammaribe y somba, en la cordillera de Atacora.[cita requerida]

## Música popular
En 1972, el gobierno de Kérékou llegó al poder e instituyó el toque de queda y otras medidas que inhibían la expresión musical. Kérékou fomentó la música folclórica autóctona. Algunos músicos, como Tohon Stan, adaptaron estilos folclóricos para el público general en su país y en el extranjero, incluido el tchinkoumé, una música funeraria interpretada con percusión acuática que se adaptó a la música del sistema tchink.
Sagbohan Danialou, un multiinstrumentista de Porto Novo, es otro músico muy influyente que transformó los ritmos religiosos tradicionales del vudú como el kakagbo en música popular.
Ignacio Blazio Osho fue quizás el músico más influyente del período posterior a la independencia, junto con Pedro Gnonnas y sus  Panchos, Les Volcans y Picoby Band d'Abomey. Pedro compuso la canción Feso Jaiye, que se convirtió en un éxito y fue interpretada por muchas bandas en los Juegos Panafricanos de 1973.
Nel Oliver debutó en Francia en 1976, tomando prestados elementos de toda África y de los Estados Unidos para crear "Afro-akpala-funk".
La Orquesta Poli-Ritmo “Tout Puissant” de Cotonú sigue siendo un nombre muy conocido en Cotonú y uno de los grupos más prolíficos de África, con más de 50 LP, cientos de 45 rpm y reediciones en CD de su obra. Ha realizado giras por Europa y Estados Unidos. Según una reseña de un concierto en el "New York Times", la banda "pertenece a la lista muy corta de las mejores bandas de funk del mundo".
El guitarrista beninés Lionel Loueke es uno de los músicos jóvenes más importantes del jazz, con influencias africanas. Loueke vive actualmente en Nueva York y es miembro de la banda de Herbie Hancock.
Wilfrid Houwanou es un cantautor beninés conocido artísticamente como «ROBBI» (antes llamado Robbi Slo). 
Zeynab Ouloukèmi Habib, nacida en Abiyán en 1975, ha dado conciertos por toda África y ganó un Premio Kora a la mejor artista femenina de África occidental en 2005. Lanzó su primer álbum Intori en 2001, un segundo álbum D'un endroit à l'autre en 2004 y un tercer álbum Olukèmi en 2011.
Gangbé Brass Band, de Cotonú, continuó la trayectoria de transformación de la música tradicional vudú, combinándola con el jazz y las tradiciones de las bandas de metales. Gangbe ha publicado cuatro  Álbumes: Gangbe (1998), Togbe (2001), Whendo (2004) y Assiko (2008), y giras extensas por Europa y Norteamérica.
Las últimas décadas del siglo XX fueron testigos de muchos otros acontecimientos, incluido el auge del reggae traído desde Jamaica por Yaya Yaovi.
En lo que respecta al hip hop y R&B beninés, los artistas más populares con Swaggeraux y Swaggereuse Republic, Zeynab, King Jerry Bee a.k.a. Kerekou De Showbiz, Yvan, Nila, Secteur Trema, Dibi Dobo, Pépé Oleka, Kuamy Mensah, Afafa, Diamant Noir, Cotonou City Crew, Ardiess, H2O, -k, Kaysee Montejàno, LKS-Clan, Kaizah, Esprit Neg, Nasty Nesta, Mister Blaaz, Self Made Men, B-Syd, DAC, K-libr Volkaniq, Méthod X, Enod, Duce, Roccah, Jay Killah, Polo Orisha, Mutant, Adinon, Jupiter, 3K6, Kemtaan, 3 Game, CTN Heroes,  Cyano-Gêne, ADN, 3e Monarchie, WP Baba Djèdjè, Orpair, Big C, Young J, Marshall Cyano, Wilf Enighma, Sam, Radama Z, Shinnin, E-ray, Cruiz AG, Sam Seed, Inox, BMG Yari, Fool' Faya, Mamba Noir, Beezy Baby, Eric le blanc, Assane Sas, Vision, All Baxx, Moona, Sakpata Boy, Trust Infinity Crew, Riacemau. 
Benín también es la cuna de músicos de zouk como Richard Flash, Martin Hode y Miss Espoir.
Kaleta (Leon LIGAN-Majek) es un guitarrista, cantante, percusionista y líder de banda beninés que ha tocado, grabado y realizado giras con Fela Kuti, King Sunny Adé y Lauryn Hill. Es el fundador de la banda de afrobeat Zozo Afrobeat y cofundador de AKOYA Afrobeat. También es el líder de la banda Afro Funk Kaleta y de la banda Super Yamba. Vive en Nueva York desde hace tres décadas, donde se ha establecido como productor y músico de sesión experimentado. Kaleta ha lanzado más de 50 canciones en todo el mundo. También es un colaborador constante de Dj Bosq.
También tenemos música gospel en Benín. El gospel tiene mucha oposición por parte de la música secular.Freres Olowumbe es un músico gospel tradicional que utiliza su música para apoyar a los cristianos y llamar a aquellos que se olvidaron de Cristo. John Migan también es un cantor que reúne a sus hermanos y hermanas cantores para una nueva esperanza en el desarrollo del gospel en Benín.